# Ying Yang Forever
Ying Yang Forever jest szóstym studyjnym albumem grupy muzycznej Ying Yang Twins. Wszystkie utwory zostały wyprodukowane przez Joe Traxxa.

## Lista utworów

### Dysk 1
1. "We Back" (Intro)
2. "Ying Yang Forever"
3. "Yall Ain’t Ready" (feat. C-Moe)
4. "Centipede" (feat. Lil Jon)
5. "Top Model"
6. "Put It on Me" (feat. Korey B.)
7. "Pop da Trunk"
8. "Mad" (feat. Sydnee-Jane)
9. "I’m Still Hustlin'" (Intro)
10. "I’m Still Hustlin'"
11. "Girl Is a Hoe"
12. "So Cold" (feat. C-Moe)

### Dysk 2
1. "Do It"
2. "Holla at a Bitch"
3. "Closet Freak" (feat. Korey B.)
4. "Get a Lil Low"
5. "Earthquake"
6. "Fever" (Bonus Track)

### iTunesBonus Track
1. "Damn"
2. "Dats My Folks" (Skit)
3. "Dats My Folks" (feat. Sydnee-Jane)
4. "What’s Up"
5. "Weed and Dope"